# IC 1359
IC 1359 est une galaxie spirale située dans la constellation du Dauphin. Sa vitesse par rapport au fond diffus cosmologique est de 4 279 ± 23 km/s, ce qui correspond à une distance de Hubble de 63,1 ± 4,4 Mpc (∼206 millions d'al). Cette galaxie a été découverte par l'astronome américain Lewis Swift en 1889.
IC 1359 présente une large raie HI.
À ce jour, une mesure non basée sur le décalage vers le rouge (redshift) donne une distance d'environ 33,200 Mpc (∼108 millions d'al). Cette valeur est loin à l'extérieur des valeurs de la distance de Hubble. Notons que c'est avec la valeur moyenne des mesures indépendantes, lorsqu'elles existent, que la base de données NASA/IPAC calcule le diamètre d'une galaxie et qu'en conséquence le diamètre d'IC 1359 pourrait être d'environ 41,0 kpc (∼134 000 al) si on utilisait la distance de Hubble pour le calculer.

## Groupe de NGC 7042
Selon A. M. Garcia IC 1359 fait partie du groupe de NGC 7042. Ce groupe de galaxies renferme au moins 11 membres dont NGC 7015, NGC 7025, NGC 7042, NGC 7043, IC 1359 et six autres galaxies du catalogue Uppsala.